# Riedelomyia papuensis
Riedelomyia papuensis är en tvåvingeart som beskrevs av Alexander 1941. Riedelomyia papuensis ingår i släktet Riedelomyia och familjen småharkrankar. Inga underarter finns listade i Catalogue of Life.